# Serpenulina
Serpenulina es un género de foraminífero bentónico de la subfamilia Ammovolummininae, de la familia Ammovolummidae, de la superfamilia Hippocrepinoidea, del suborden Hippocrepinina y del orden Astrorhizida. Su especie tipo es Serpenulina uralica. Su rango cronoestratigráfico abarca desde el Ludloviense (Silúrico medio) hasta el Devónico inferior.

## Discusión
Clasificaciones previas incluían Serpenulina en la familia Ammodiscidae, de la superfamilia Ammodiscoidea, del suborden Textulariina y del orden Textulariida.

## Clasificación
Serpenulina incluye a las siguientes especies:
- Serpenulina aulax †
- Serpenulina uralica †